# ألبيرت ميونغ
ألبيرت ميونغ زي (بالفرنسية: Albert Meyong Ze)‏ (مواليد 19 أكتوبر 1980 في ياوندي) لاعب كرة قدم كاميروني دولي يلعب يجيد اللعب في خط الهجوم . يلعب حاليا لصالح نادي سبورتينغ براغا البرتغالي منذ 2008 .

## روابط خارجية
- ألبيرت ميونغ على موقع الاتحاد الدولي (مؤرشف)  (الإنجليزية)
- ألبيرت ميونغ على موقع الاتحاد الأوربي (الإنجليزية)
- ألبيرت ميونغ على موقع قاعدة بيانات كرة القدم.إي يو (الإنجليزية)
- ألبيرت ميونغ على موقع ناشيونال فوتبول تيمز (الإنجليزية)
- ألبيرت ميونغ على موقع Soccerway.com (الإنجليزية)
- ألبيرت ميونغ على موقع عالم كرة القدم.نت (الإنجليزية)
- ألبيرت ميونغ على موقع كووورة
- ألبيرت ميونغ على موقع أوليمبيديا (الإنجليزية)
- ألبيرت ميونغ على موقع AS.com (الإسبانية)